# MORE FRIENDS
「MORE FRIENDS」是日本的女子偶像歌手真野惠里菜的第2枚原創專輯。於2010年11月24日發行。唱片公司為hachama。

## 概要
- 與上一張原創專輯「FRIENDS」相距約11個月。
- 收錄第5張單曲「Love & Peace = Paradise」至第8張單曲「充滿活力地向前行!」，以及「充滿活力地向前行!」的B面曲「回家吧」和新曲等，共12首曲目
- 本作分「初回限定盤」和「CD盤」2種版本
- 「初回限定盤」收錄了單曲「求求你...」、「充滿活力地向前行!」的PV、專輯「MORE FRIENDS」的Making、音樂劇「半海、多田木和元気者」、電影「怪談新耳袋 怪奇」in Hollywood的幕後片段和「Kitty's Paradise peace」的片段。
- 在12月6日於公信榜專輯週排行榜取得第32位。

## 收錄內容

### CD（初回限定盤・CD盤）
1. 充滿活力地向前行! -Giga Power Mix-（元気者で行こう!）
（作詞：三浦徳子 作曲：畠山俊昭 編曲：河合英嗣）
8th單曲
2. 對不起，只是想和你說話而已（ごめん、話したかっただけ）
（作詞：三浦徳子 作曲：淳君 編曲：板垣祐介）
3. 別對任何人說 (ダレニモイワナイデ)
（作詞・作曲：KAN 編曲：KAN・泰誠）
4. Do Re Mi Fa 為什麼? （ドレミファどうして?）
（作詞：三浦徳子 作曲：泰誠 編曲：菊地智樹）
5. Love & Peace = Paradise （Love & Peace = パラダイス）
（作詞：三浦徳子 作曲：経塚泰誠 編曲：大久保薫）
5th單曲・東京電視台兒童電視劇「Kitty's Paradise peace」片尾曲・亦是舞台劇主題曲
6. Tomorrow
（作詞：三浦徳子 作曲：泰誠 編曲：鈴木俊介）
7. Ambitious Girls
（作詞：三浦徳子 作曲：畠山俊昭 編曲：はたけ・津沢崇）
8. 墮落天使 Elly (堕天使 エリー)
（作詞：三浦徳子 作曲・編曲：泰誠）
9. 暴風雨前的燭光（嵐の前のキャンドル）
（作詞：三浦徳子 作曲：畠山俊昭 編曲：小西貴雄）
10. 春之嵐（春の嵐）
（作詞：三浦徳子 作曲：淳君 編曲：江上浩太郎）
6th單曲・「GREE」的廣告歌曲
11. 回家吧（sad ver.）（家へ帰ろう）
（作詞：三浦徳子 作曲：畠山俊昭 英語詞：西田恵美 編曲：遠藤浩二）
8th單曲・電影「怪談新耳袋 怪奇」主題曲
「充滿活力地向前行!」的B面曲
12. 求求你… （お願いだから...）
（作詞：三浦徳子 作曲：経塚泰誠 編曲：河合英嗣）
7th單曲

### DVD
1. 充滿活力地向前行!（Director's Cut VER.2）
2. 音樂劇「半海、多田木和元気者」
3. 求求你…（学生服十変化Ver.）
4. 「Kitty's Paradise peace」片段
5. 電影「怪談新耳袋 怪奇」in Hollywood 幕後片段
6. MORE FRIENDS（Making）